# Dolichopeza profundemarginata
Dolichopeza profundemarginata är en tvåvingeart som beskrevs av Alexander 1935. Dolichopeza profundemarginata ingår i släktet Dolichopeza och familjen storharkrankar.
Artens utbredningsområde är Taiwan. Inga underarter finns listade i Catalogue of Life.